# Epilobium pycnostachyum
Epilobium pycnostachyum är en dunörtsväxtart som beskrevs av Hausskn. Epilobium pycnostachyum ingår i släktet dunörter, och familjen dunörtsväxter. Inga underarter finns listade i Catalogue of Life.

## Utbredning
Arten är endemisk för Nya Zeeland och växer uteslutande på branta bergssluttningar.